# آنسرتن (تگزاس)
آنسرتن، تگزاس(به انگلیسی: Uncertain, Texas) شهری در شهرستان هریسون ایالت تگزاس از ایالات جنوبی ایالات متحده آمریکا است. در سرشماری سال ۲۰۰۰، جمعیت این شهر ۱۵۰ نفر اعلام شد.